# ナシフ・エリアス

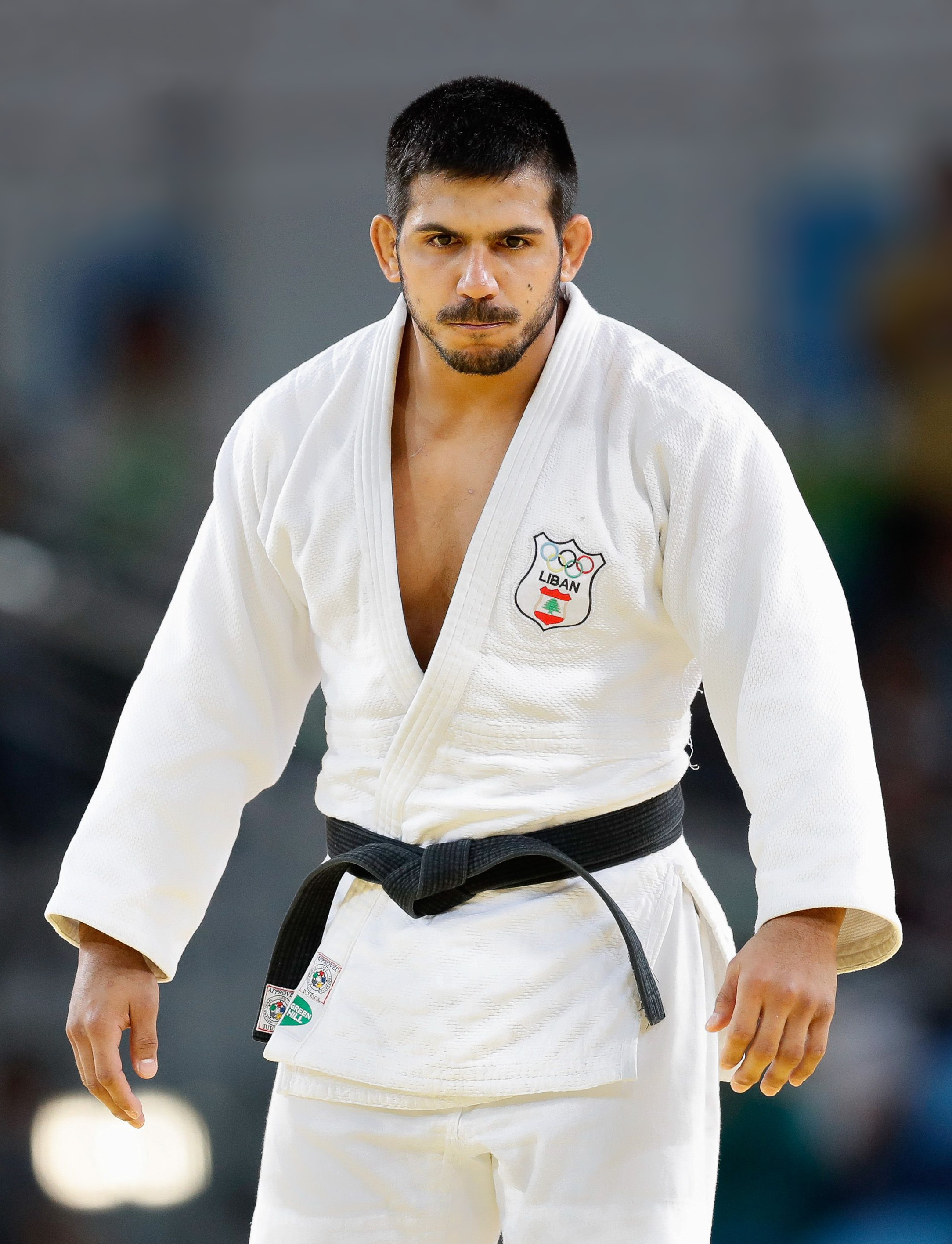
リオデジャネイロオリンピックでのエリアス

ナシフ・エリアス（Nacif Elias 1988年9月29日- ）はレバノンの山岳レバノン県出身の柔道家。階級は81kg級と90kg級。身長172cm。

## 人物
生まれはレバノンだがその後ブラジルに移ると、ブラジルの選手として2009年に南米選手権とポルトガル語圏競技大会81kg級で優勝、グランドスラム・リオデジャネイロでも2位になった。2011年にも南米選手権で優勝するなど一定の成績を収めるが、国内のこの階級には元世界2位のレアンドロ・ギルヘイロがいたために、2012年のロンドンオリンピックには出場できなかった。2013年には曽祖父がレバノン人だったこともあり、国籍をレバノンに変更すると、フランス語圏競技大会で優勝した。2014年に世界選手権で7位になると、アジア大会では決勝で地元のオリンピックチャンピオンである韓国の金宰範に敗れるも2位になった。2016年のアジア選手権でも2位となった。
リオデジャネイロオリンピックでは2回戦でアルゼンチンのエマヌエル・ルセンティと対戦すると、反則の対象となる肘の極め方をしたとして反則負けを言い渡された。これに納得がいかないエリアスは怒り狂いながら喚き散らして礼もせずに畳を降りた。1時間後、IJFに促されて再び畳に上がると礼をして結果を受け入れた。試合後にエリアスは、「感情をコントロールできなかった。柔道家として恥ずかしい。全ての人に謝りたい」とコメントした。なおこの一件もあって、SNSでは「クレイジードッグ（狂犬）」と呼ばれることになった。その後に階級を90kg級に変更した。2018年のアジア大会では柔道競技以外にサンボとクラッシュにもエントリーする三刀流を実践することになった。クラッシュとサンボでは初戦で敗れると、柔道では7位にとどまった。

## 主な戦績
81kg級での戦績
- 2009年 - 南米選手権　優勝
- 2009年 - グランドスラム・リオデジャネイロ　2位
- 2009年 - ポルトガル語圏競技大会　優勝
- 2009年 - フランス語圏競技大会　2位
- 2010年 - ワールドカップ・マルガリータ島　優勝
- 2010年 - ワールドカップ・サンサルバドル　優勝
- 2011年 - 南米選手権　優勝
- 2013年 - フランス語圏競技大会　優勝
- 2014年 - 世界選手権　7位
- 2014年 - アジア大会　2位
- 2016年 - パンナムオープン・リマ　優勝
- 2016年 - パンナムオープン・ブエノスアイレス　優勝
- 2016年 - アジア選手権　2位

90kg級での戦績
- 2017年 - パンナムオープン・ブエノスアイレス　優勝
- 2017年 - イスラム圏連帯競技大会　3位
- 2018年 - パンナムオープン・サンティアゴ　優勝
- 2018年 - パンナムオープン・ブエノスアイレス　優勝
- 2018年 - アジア大会　7位
- 2018年 -　グランプリ・カンクン　3位

(出典、JudoInside.com)